# غريب حاجي (أنجيرلو)
غريب حاجي (بالفارسية: غریب حاجی) هي مستوطنة تقع في إيران في قسم أنجیرلو الريفي. يقدر عدد سكانها بـ 119 نسمة .